# Fécondation in vivo assistée
Ne doit pas être confondu avec Fécondation in vitro.
La fécondation in vivo assistée est une technique de procréation médicalement assistée et de transfert d'embryon développée en Suisse dans le cadre du parc scientifique de l'École polytechnique fédérale de Lausanne.

## Historique
L'idée de cette technique est née en 1998 dans l’esprit du Dr Pascal Mock, alors médecin-chercheur à la Maternité de Genève. C’est de retour d’une formation de deux ans à Paris dans le service du Professeur René Frydman de l’hôpital Antoine-Béclère qu’il imagine un « retour des embryons dans leur environnement naturel (in vivo) » le plus rapidement possible permettant de diminuer le temps de leur exposition à un milieu artificiel (in vitro) dans une boîte de Petri au sein d’un incubateur.
Il imagine alors en deux ans un système de capsule poreuse issue de la technologie d’encapsulation dans lequel il peut maintenir les gamètes et/ou embryons produits par fécondation in vitro (FIV) et les transférer transitoirement dans un milieu naturel (in vivo), la cavité utérine ; cette technologie transforme l’utérus en un laboratoire-incubateur naturel et permet le passage de fluides, nutriments, et autres composants cellulaires ou non, maintenant une interaction entre l’embryon et l’environnement maternel (« cross-talk ») durant cette période de développement préimplantatoire.
Avec la collaboration des biologistes Greet Leppens Luisier et Françoise Urner ainsi que de la start-up Modex5, Pascal Mock développe un modèle murin prouvant la faisabilité de son invention. En 2002, une demande internationale de  brevet PCT  auprès de l'OMPI est déposée suivie d’une demande auprès de l’office européen des brevets. En mars 2004, il fonde la start-up Anecova à l'aide du business angel Martin Velasco pour commercialiser son invention.
Deux générations de bébés ont pu voir le jour en fonction des différentes modalités d’utilisation de cette technologie : la première génération est représentée par Gabrielle et Stella qui sont nés, en bonne santé, en 2008 grâce aux tout premiers essais en collaboration avec l’équipe du centre de la reproduction humaine de Bruxelles (UZ Brussel) ; ils ont été conçus après une FIV-ICSI standard avec une fécondation in utéro assistée de 18 heures in vivo grâce au dispositif intra-utérin Anecova, les zygotes obtenus ayant été remis en culture in vitro pendant 4 jours supplémentaires et transférés définitivement par la suite au stade blastocyste (J5). Cette modalité d’utilisation a permis de pratiquer, dans le cadre d’une étude publiée dans le Human Reproduction, une analyse génétique par diagnostic préimplantatoire (DPI).
La deuxième génération, avec les deux premiers bébés, un garçon né le 30 octobre 2009 et une fille, Yasmine née le 30 janvier 2010, également conçus après une FIV-ICSI standard et fécondation in vivo assistée de 18 heures in utéro suivi d’un transfert définitif au stade de zygote (J1) sans utilisation de la culture in vitro et d’un incubateur de plusieurs jours comme dans la première génération de bébés. Elle sera suivie par 27 autres enfants avant le début de l'exploitation commerciale.
En 2016, les capsules d'Anecova, qualifiées de « révolutionnaires » par le quotidien Daily Mail, sont proposées par les cliniques espagnoles IVI Instituto Valenciano de Infertilidad (es), ainsi que par le Complete Fertility Center de Southampton en Grande-Bretagne, à la suite de la validation de cette thérapie par la Human Fertility Embryology Authority en septembre 2015. 7 cliniques supplémentaires doivent encore être choisies pendant l'année 2016 (au Royaume-Uni et en Suisse en particulier), puis deux par mois en 2018.

## Principe opératoire
La fécondation in vivo assistée n’est pas différente des premières étapes de la fécondation in vitro standard. Elle nécessite une phase de stimulation ovarienne par gonadotrophine ainsi que d’une ponction folliculaire par sonde endovaginale échoguidée pour la récolte des ovocyte. Le sperme est récolté par éjaculation après masturbation ou rapport sexuel avec un préservatif spécifique. Après insémination des spermatozoïdes dans l’environnement des ovocytes préparés dans une boîte de Petri ou une injection d’un spermatozoïde dans le cytoplasme de l’ovocyte à l’aide d’un microscope avec micromanipulateur (ICSI), les gamètes sont introduites dans une capsule poreuse et introduite transitoirement au niveau de la cavité utérine grâce à un dispositif intrautérin développé par Anecova (AneVivo) en mettant la patiente en position gynécologique pour accéder au col de l'utérus. Après un temps variable de 18 heures (fécondation) à 5 jours (développement embryonnaire préimplantatoire), le dispositif est retiré et les zygotes ou embryons évalués sous microscope par le biologiste afin de choisir le meilleur d’entre eux pour un transfert in utéro définitif. Le dispositif contenant la capsule est poreux grâce à de multiples petits trous de quelques microns et mesure 1 cm de long et 1 mm de large,.
Selon le Docteur Pascal Mock, cette technique permet d’éviter « le stress de la fécondation in vitro qui se passe en éprouvette, dans un milieu nutritif artificiel (in vitro) ». De plus, des résultats préliminaires montrent une capacité d’implantation d’environ 10% plus forte que pour les embryons conçus in vitro, tout en diminuant les risques épigénétiques d’un milieu artificiel. Il est important que les parents puissent être impliqués dans le traitement de procréation médicalement assistée avec la future mère pouvant s’occuper de son enfant dans cette période de développement précoce pour la première fois. Enfin, cette méthode pourrait être plus acceptable par l’Église catholique qui désapprouve les techniques de fécondation se déroulant à l’extérieur du corps humain.